# Bundestagswahlkreis Rostock – Landkreis Rostock II
Der Bundestagswahlkreis Rostock – Landkreis Rostock II (Wahlkreis 14) ist ein Wahlkreis in Mecklenburg-Vorpommern für die Wahlen zum Deutschen Bundestag. Bis einschließlich der Bundestagswahl 2009 hieß er Bundestagswahlkreis Rostock.

## Wahlkreiseinteilung
1990, 1994 und 1998 hatte der Wahlkreis Rostock die Wahlkreisnummer 265 und umfasste lediglich das Gebiet der kreisfreien Stadt Rostock. 2002 wurde er in Wahlkreis 14 umbenannt. Im Zuge eines Neuzuschnitts der Wahlkreise vor der Bundestagswahl 2005 wurde das Wahlkreisgebiet um Teile des Landkreises Bad Doberan vergrößert. Danach umfasste er die Stadt Rostock und vom Landkreis Rostock die amtsfreien Gemeinden Graal-Müritz und Sanitz sowie die Ämter Carbäk, Rostocker Heide und Tessin. Zur Bundestagswahl 2013 wurde der Wahlkreis um weitere Gemeinden des Landkreises Rostock, namentlich Dummerstorf, das Amt Schwaan und das Amt Warnow-West, vergrößert und in Rostock – Landkreis Rostock II umbenannt.

## Wahlkreisabgeordnete
| Wahl | Abgeordneter                           | Abgeordneter                           | Partei                                 | Stimmen in %                           |
| ---- | -------------------------------------- | -------------------------------------- | -------------------------------------- | -------------------------------------- |
| 1990 |                                        | Christine Lucyga                       | SPD                                    | 34,4                                   |
| 1994 | 33,2                                   | Christine Lucyga                       | SPD                                    |                                        |
| 1998 | 36,8                                   | Christine Lucyga                       | SPD                                    |                                        |
| 2002 | 45,2                                   | Christine Lucyga                       | SPD                                    |                                        |
| 2005 |                                        | Christian Kleiminger                   | SPD                                    | 37,7                                   |
| 2009 |                                        | Steffen Bockhahn                       | LINKE                                  | 32,3                                   |
| 2013 |                                        | Peter Stein                            | CDU                                    | 35,0                                   |
| 2017 | 29,5                                   | Peter Stein                            | CDU                                    |                                        |
| 2021 |                                        | Katrin Zschau                          | SPD                                    | 27,0                                   |
| 2025 | kein – ungenügende Zweitstimmendeckung | kein – ungenügende Zweitstimmendeckung | kein – ungenügende Zweitstimmendeckung | kein – ungenügende Zweitstimmendeckung |

## Wahlergebnisse

### Bundestagswahl 2025
| Kandidaten                                                                      | Kandidaten                     | Parteien/Listen     | Erststimmen | Erststimmen | Zweitstimmen | Zweitstimmen |
| Kandidaten                                                                      | Kandidaten                     | Parteien/Listen     | Stimmen     | %           | Stimmen      | %            |
| ------------------------------------------------------------------------------- | ------------------------------ | ------------------- | ----------- | ----------- | ------------ | ------------ |
|                                                                                 | Katrin Zschau                  | SPD                 | 30.031      | 16,9        | 25.383       | 14,3         |
|                                                                                 | Steffi Burmeister              | AfD                 | 47.598      | 26,8        | 45.612       | 25,6         |
|                                                                                 | Michael Ebert                  | CDU                 | 34.403      | 19,4        | 29.907       | 16,8         |
|                                                                                 | Dietmar Gerhard Bartsch        | Die Linke           | 45.521      | 25,6        | 30.739       | 17,3         |
|                                                                                 | Kai-Uwe Richter                | FDP                 | 5.037       | 2,8         | 6.057        | 3,4          |
|                                                                                 | Felix Winter                   | GRÜNE               | 9.397       | 5,3         | 15.933       | 9,0          |
|                                                                                 | –                              | Tierschutzpartei    | –           | –           | 2.783        | 1,6          |
|                                                                                 | Roger Schmidt                  | FREIE WÄHLER        | 3.431       | 1,9         | 1.505        | 0,8          |
|                                                                                 | –                              | Volt                | –           | –           | 1.702        | 1,0          |
|                                                                                 | Giselher Herbert Adolf Schilke | MLPD                | 620         | 0,3         | 238          | 0,1          |
|                                                                                 | Jeremy Marcel Brehme           | BÜNDNIS DEUTSCHLAND | 1.527       | 0,9         | 548          | 0,3          |
|                                                                                 | –                              | BSW                 | –           | –           | 17.598       | 9,9          |
| Gesamt                                                                          | Gesamt                         | Gesamt              | 177.565     | 100         | 178.005      | 100          |
|                                                                                 |                                |                     |             |             |              |              |
| Ungültige Stimmen                                                               | Ungültige Stimmen              | Ungültige Stimmen   | 1.534       | 0,9         | 1.094        | 0,6          |
| Wähler                                                                          | Wähler                         | Wähler              | 179.099     | 81,0        | 179.099      | 81,0         |
| Wahlberechtigte                                                                 | Wahlberechtigte                | Wahlberechtigte     | 221.158     |             | 221.158      |              |
|                                                                                 |                                |                     |             |             |              |              |
| Anmerkung: kein Kandidat hat ein Direktmandat bekommen (siehe Wahlrechtsreform) |                                |                     |             |             |              |              |
|                                                                                 |                                |                     |             |             |              |              |
| Quellen: Die Bundeswahlleiterin, Kandidaten – Ergebnis                          |                                |                     |             |             |              |              |

### Bundestagswahl 2021
Zur Bundestagswahl 2021 traten folgende Direktkandidaten und Parteien an.
| Direktkandidat     | Partei           | Erststimmen in % | Zweitstimmen in % |
| ------------------ | ---------------- | ---------------- | ----------------- |
| Peter Stein        | CDU              | 17,0             | 14,2              |
| Tobias Pontow      | AfD              | 12,2             | 12,7              |
| Dietmar Bartsch    | DIE LINKE        | 18,2             | 13,2              |
| Katrin Zschau      | SPD              | 27,0             | 29,0              |
| Hagen Reinhold     | FDP              | 7,5              | 9,1               |
| Andreas Tesche     | GRÜNE            | 10,2             | 12,8              |
| Seraphine Jörn     | Tierschutzpartei | 2,8              | 2,4               |
| -                  | NPD              | -                | 0,4               |
| -                  | Die PARTEI       | -                | 1,2               |
| Christine Dubberke | FREIE WÄHLER     | 1,3              | 1,1               |
| Eric Dunst         | MLPD             | 0,2              | 0,1               |
| -                  | ÖDP              | -                | 0,2               |
| Susanne Kreft      | dieBasis         | 2,9              | 2,1               |
| -                  | DKP              | -                | 0,1               |
| -                  | Die Humanisten   | -                | 0,2               |
| Jan-Peter Rühmann  | PIRATEN          | 0,8              | 0,5               |
| -                  | Team Todenhöfer  | -                | 0,3               |
| -                  | Volt             | -                | 0,3               |

### Bundestagswahl 2017
Bei der Bundestagswahl 2017 waren 222.718 Einwohner wahlberechtigt, es beteiligten sich 164.037 Wähler. Dies entspricht einer Wahlbeteiligung von 73,7 Prozent. Die Wahl erbrachte folgendes Wahlkreisergebnis:
| Direktkandidat   | Partei           | Erststimmen in % | Zweitstimmen in % |
| ---------------- | ---------------- | ---------------- | ----------------- |
| Peter Stein      | CDU              | 29,5             | 30,5              |
| Dietmar Bartsch  | DIE LINKE        | 24,8             | 20,7              |
| Christian Reinke | SPD              | 17,9             | 15,8              |
| Stephan Schmidt  | AfD              | 14,7             | 15,5              |
| Uwe Flachsmeyer  | GRÜNE            | 5,1              | 6,3               |
| –                | NPD              | –                | 0,6               |
| Hagen Reinhold   | FDP              | 3,5              | 6,6               |
| Arne Gericke     | FREIE WÄHLER     | 0,9              | 0,6               |
| Philipp Schwartz | MLPD             | 0,2              | 0,2               |
| Torsten Frosina  | ÖDP              | 0,4              | 0,2               |
| Eric Adelsberger | Die PARTEI       | 1,9              | 1,6               |
| –                | BGE              | –                | 0,3               |
| –                | Tierschutzpartei | –                | 1,2               |

Peter Stein (CDU) wurde direkt gewählt. Über die Landesliste wurden Dietmar Bartsch (LINKE) und Hagen Reinhold (FDP) gewählt.

### Bundestagswahl 2013
Bei der Bundestagswahl 2013 waren 223.551 Einwohner wahlberechtigt, es beteiligten sich 152.870 Wähler. Dies entspricht einer Wahlbeteiligung von 68,4 Prozent. Die Wahl erbracht folgendes Wahlkreisergebnis:
| Direktkandidat       | Partei          | Erststimmen in % | Zweitstimmen in % |
| -------------------- | --------------- | ---------------- | ----------------- |
| Peter Stein          | CDU             | 35,1             | 37,9              |
| Steffen Bockhahn     | DIE LINKE       | 30,7             | 23,7              |
| Christian Kleiminger | SPD             | 18,4             | 19,2              |
| Harald Terpe         | GRÜNE           | 7,5              | 6,5               |
| ‒                    | AfD             | ‒                | 5,4               |
| Michael Slobidnyk    | PIRATEN         | 2,2              | 2,4               |
| Hagen Reinhold       | FDP             | 1,1              | 1,9               |
| Normen Schreiter     | NPD             | 2,2              | 1,6               |
| Klaus-Dieter Gabbert | FREIE WÄHLER    | 0,9              | 0,7               |
| Renate Voß           | MLPD            | 0,4              | 0,2               |
| ‒                    | REP             | ‒                | 0,1               |
| ‒                    | pro Deutschland | ‒                | 0,1               |
| Steffen Wiechmann    | Einzelbewerber  | 1,7              | ‒                 |

### Bundestagswahl 2009
Bei der Bundestagswahl 2009 waren 198.527 Einwohner wahlberechtigt, es beteiligten sich 130.659 Wähler. Damit lag die Wahlbeteiligung bei 65,8 Prozent. Im Wahlkreis 14 gab es folgendes Ergebnis:
| Direktkandidat       | Partei           | Erststimmen in % | Zweitstimmen in % |
| -------------------- | ---------------- | ---------------- | ----------------- |
| Steffen Bockhahn     | LINKE            | 32,3             | 31,1              |
| Peter Stein          | CDU              | 26,9             | 27,0              |
| Christian Kleiminger | SPD              | 19,7             | 18,0              |
| Harald Terpe         | GRÜNE            | 10,7             | 8,4               |
| Hagen Reinhold       | FDP              | 6,6              | 9,5               |
| Franziska Vorpahl    | NPD              | 2,5              | 2,3               |
| –                    | PIRATEN          | –                | 3,3               |
| Renate Voß           | MLPD             | 0,4              | 0,3               |
| Hartmut Rusin        | Einzelbewerber   | 0,4              | –                 |
| Gabriele Radloff     | Einzelbewerberin | 0,4              | –                 |
| –                    | REP              | –                | 0,1               |

### Bundestagswahl 2005
Bei der Bundestagswahl 2005 waren 193.869 Einwohner wahlberechtigt, 139.568 Wähler gaben ihre Stimme ab. Die Wahlbeteiligung lag somit bei 72,0 Prozent. Im Wahlkreis 14 gab es folgendes Ergebnis:
| Direktkandidat       | Partei | Erststimmen in % | Zweitstimmen in % |
| -------------------- | ------ | ---------------- | ----------------- |
| Christian Kleiminger | SPD    | 37,7             | 38,9              |
| Eckhardt Rehberg     | CDU    | 25,6             | 22,8              |
| Steffen Bockhahn     | LINKE  | 22,3             | 23,9              |
| Harald Terpe         | GRÜNE  | 9,4              | 5,4               |
| Helga Kentzler       | FDP    | 4,1              | 5,4               |
| –                    | NPD    | –                | 2,0               |
| –                    | GRAUE  | –                | 0,9               |
| Uwe Ulrich Wagner    | MLPD   | 0,9              | 0,4               |
| –                    | PBC    | –                | 0,2               |

### Bundestagswahl 2002
Bei der Bundestagswahl 2002, die zeitgleich mit der Landtagswahl in Mecklenburg-Vorpommern stattfand, waren 161.960 Einwohner wahlberechtigt, 115.637 Wähler gaben ihre Stimme ab. Das entsprach einer Wahlbeteiligung von 71,4 Prozent. Im Wahlkreis 14 gab es folgendes Ergebnis:
| Direktkandidat          | Partei | Erststimmen in % | Zweitstimmen in % |
| ----------------------- | ------ | ---------------- | ----------------- |
| Christine Lucyga        | SPD    | 45,2             | 48,5              |
| Karina Annemarie Jens   | CDU    | 21,2             | 21,5              |
| Rosina Elfriede Neumann | PDS    | 18,5             | 18,2              |
| Harald Terpe            | GRÜNE  | 9,2              | 5,0               |
| Arne Rajchowski         | FDP    | 3,7              | 4,6               |
| Marco Krüger            | SCHILL | 1,7              | 1,4               |
| –                       | NPD    | –                | 0,5               |
| –                       | REP    | –                | 0,1               |
| Einzelbewerber          | –      | 0,6              | –                 |

### Bundestagswahl 1998
Bei der zeitgleich mit der Landtagswahl in Mecklenburg-Vorpommern stattfindenden Bundestagswahl 1998 betrug die Wahlbeteiligung von 78,4 Prozent. Im Wahlkreis 14 erzielten die im Bundestag vertretenen Parteien folgendes Ergebnis:
| Direktkandidat    | Partei | Erststimmen in % | Zweitstimmen in % |
| ----------------- | ------ | ---------------- | ----------------- |
| Christine Lucyga  | SPD    | 36,8             | 37,1              |
| Wolfgang Methling | PDS    | 33,5             | 31,4              |
| Günther Krause    | CDU    | 23,9             | 25,5              |
| Andreas Tesche    | GRÜNE  | 2,5              | 2,6               |
| Hannelore Dehmel  | FDP    | 1,5              | 1,6               |

## Entwicklung

### Wahlbeteiligung
Wahlbeteiligung in Prozent:
| 1990 | 1994 | 1998 | 2002 | 2005 | 2009 | 2013 | 2017 | 2021 |
| ---- | ---- | ---- | ---- | ---- | ---- | ---- | ---- | ---- |
| 69,1 | 74,1 | 78,4 | 71,4 | 72,0 | 65,8 | 68,4 | 73,7 | 74,3 |

### Zweitstimmen
Zweitstimmenergebnis in Prozent:
| Partei           | 1990 | 1994 | 1998 | 2002 | 2005 | 2009 | 2013 | 2017 | 2021 |
| ---------------- | ---- | ---- | ---- | ---- | ---- | ---- | ---- | ---- | ---- |
| PDS              | 19,2 | 29,9 | 31,4 | 18,2 | –    | –    | –    | –    | –    |
| LINKE            | –    | –    | –    | –    | 23,9 | 31,1 | 23,7 | 20,7 | 13,2 |
| CDU              | 30,2 | 27,2 | 25,5 | 21,5 | 22,8 | 27,0 | 37,9 | 30,5 | 14,2 |
| SPD              | 28,6 | 33,2 | 37,1 | 48,5 | 38,9 | 18,0 | 19,2 | 15,8 | 29,0 |
| FDP              | 10,4 | 2,6  | 1,6  | 4,6  | 5,4  | 9,5  | 1,9  | 6,6  | 9,1  |
| GRÜNE            | 9,2  | 5,0  | 2,6  | 5,0  | 5,4  | 8,4  | 6,5  | 6,3  | 12,8 |
| PIRATEN          | –    | –    | –    | –    | –    | 3,3  | 2,4  | –    | 0,5  |
| NPD              | 0,4  | –    | –    | 0,5  | 2,0  | 2,3  | 1,6  | 0,6  | 0,4  |
| MLPD             |      | 0,03 |      | –    | 0,4  | 0,2  | 0,2  | 0,2  | 0,1  |
| GRAUE            | 0,8  | 0,8  |      | –    | 0,9  | –    | –    | –    | –    |
| PBC              |      | –    |      | –    | 0,2  | –    | –    | –    | –    |
| REP              | 1,0  | 0,8  |      | 0,1  | –    | 0,1  | 0,1  | –    | –    |
| SCHILL           |      | –    |      | 1,4  | –    | –    | –    | –    | –    |
| AfD              | –    | –    | –    | –    | –    | –    | 5,4  | 15,5 | 12,7 |
| ödp              | 0,2  | 0,1  |      |      |      |      |      |      | 0,2  |
| NATURGESETZ      |      | 0,2  |      |      | –    | –    | –    | –    | –    |
| Tierschutzpartei |      |      |      |      |      |      |      |      | 2,4  |
| dieBasis         | –    | –    | –    | –    | –    | –    | –    | –    | 2,1  |